# Tragic Love
Tragic Love é um filme mudo de curta-metragem estadunidense, do gênero dramático, lançado em 1909, escrito e dirigido por D. W. Griffith.

## Elenco
- Arthur V. Johnson
- David Miles
- Linda Arvidson
- Charles Avery
- Clara T. Bracy
- John R. Cumpson
- George Gebhardt
- Robert Harron
- Raymond Hatton
- Anita Hendrie
- Charles Inslee
- Florence Lawrence
- Marion Leonard
- Jeanie Macpherson
- Herbert Miles
- Mack Sennett
- Harry Solter